# Cristobal Aburto
Cristobal Alejandro Aburto Tinoco (* 2. října 1975 Morelia) je bývalý mexický zápasník – judista.

## Sportovní kariéra
S judem začínal v 9 letech v rodné Morelii. Vrcholově se připravoval v Ciudad de México ve sportovním tréninkovém centru CONADE. V mexické mužské reprezentaci se pohyboval od roku 1995 v superlehké váze do 60 kg. V reprezentaci vedení Sergio Acostou se na mezinárodní úrovni výrazně neprosazoval. Na olympijské hry se kvalifikoval teprve v roce 2004, kdy mu vyšla panamerická olympijská kvalifikace. Na olympijských hrách v Athénách takticky zvládl úvodní zápas s Kostaričanem Davidem Fernándezem. Ve druhém kole však prohrál na ippon technikou tani-otoši s Argentincem Miguelem Albarracínem. Vzápětí ukončil sportovní kariéru.

## Výsledky
| Turnaj                  | 1994            | 1995            | 1996            | 1997            | 1998            | 1999            | 2000            | 2001            | 2002            | 2003            | 2004            |
| Turnaj                  | 19              | 20              | 21              | 22              | 23              | 24              | 25              | 26              | 27              | 28              | 29              |
| Turnaj                  | superlehká váha | superlehká váha | superlehká váha | superlehká váha | superlehká váha | superlehká váha | superlehká váha | superlehká váha | superlehká váha | superlehká váha | superlehká váha |
| ----------------------- | --------------- | --------------- | --------------- | --------------- | --------------- | --------------- | --------------- | --------------- | --------------- | --------------- | --------------- |
| Olympijské hry          |                 |                 | —               |                 |                 |                 | —               |                 |                 |                 | úč.             |
| Mistrovství světa       |                 | —               |                 | úč.             |                 | —               |                 | úč.             |                 | úč.             |                 |
| Panamerické hry         |                 | ?               |                 |                 |                 | 7.              |                 |                 |                 | 5.              |                 |
| Panamerické mistrovství | —               |                 | 3.              | ?               | 5.              | ?               | 5.              | ?               | ?               | 5.              | 5.              |
| Středoamerické a k. hry |                 |                 |                 |                 | ?               |                 |                 |                 | 5.              |                 |                 |
| MS juniorů              | úč.             |                 |                 |                 |                 |                 |                 |                 |                 |                 |                 |